# Вэнь Чжунхуэй
Вэнь Чжунхуэй (кит. 文俊辉; 문준휘; род. 10 июня 1996 года), более известный под сценическим псевдонимом Чун (준) — китайский певец, танцор и актёр, проживающий в Южной Корее и Китае. Он является членом южнокорейского бой-бэнда Seventeen и её подгруппы выступлений[неизвестный термин]. До того, как дебютировать в составе Seventeen, Чун был актёром-подростком, он снялся в нескольких фильмах, включая «Бродячий пёс» (2007), за который он получил серебряную награду Гильдии кинорежиссеров Гонконга в номинации «Лучший новый актёр» и «Ип Ман: Рождение легенды» (2010). 
Помимо работы с Seventeen, Вэнь выпустил несколько песен на китайском языке, в том числе Limbo и Psycho, первая из которых принесла ему награду Tencent Music Entertainment Awards в номинации «Новый певец и автор песен года».

## Карьера

### Актёрская карьера
В 1998 году Вэнь снялся в рекламном ролике, начав свою актёрскую карьеру. Он играл во множестве телесериалов, включая «Летающий дракон — специальное подразделение» (кит. упр. 特警飞龙), когда ему было пять лет. Вэнь дебютировал в кино в 2007 году в фильме «Бродячий пёс», за роль в котором получил серебряную награду Гильдии кинорежиссеров Гонконга в номинации «Лучший новый актёр» и был номинирован на премию «Лучший новый исполнитель» 27-й Гонконгской кинопремии в 2008 году за тот же фильм. В 2010 году он сыграл молодого Ип Мана в фильме «Ип Ман: Рождение легенды». В 2014 году он получил роль в китайской веб-драме «Осязаемый». В июле 2019 года он снял музыкальное видео для мобильной игры NetEase под названием A Dream of Jianghu (кит. упр. 一梦江湖).
В 2023 году Чун вернулся к актёрской карьере, сыграв главную мужскую роль (Линь Чао) в дораме «Сказка для тебя» (кит. упр. 独家童话). Он получил награду «Восходящая звезда года» на 2023 Asia Content Awards и Global OTT Awards на Международном кинофестивале в Пусане.

### Дебют с SEVENTEEN
В октябре 2012 года Чун переехал в Южную Корею, чтобы пройти обучение в Pledis Entertainment. С 2013 по 2015 год он появлялся на Seventeen TV и Seventeen Project: Big Debut Plan в качестве стажёра вместе с будущими участниками своей группы. Он дебютировал в составе Seventeen 26 мая 2015 года под сценическим псевдонимом Чун. Первый мини-альбом группы 17 Carat был выпущен тремя днями позже, 29 мая 2015 года.
В 2018 году Чун и участник группы The8 приняли участие в китайском музыкальном реалити-шоу «Чао инь чжань цзи» (кит. упр. 潮音战纪). Чун выиграл первый сольный конкурс на шоу, исполнив песню «Во мин бай» (кит. 我明白), китайскую кавер-версию песни Seventeen Thanks, для которой он написал текст. С октября по декабрь 2018 года он был одним из ведущих китайского музыкального рейтингового шоу Yo!Bang (кит. упр. 由你音乐榜样).

### Сольная музыка
14 декабря 2018 года Чун выпустил свою первую сольную песню и специальный сингл-альбом Can You Sit By My Side (кит. упр. 能不能坐在我身旁), у которого стал соавтором песен. В 2020 году он принял участие в саундтреке к сериалу «Король: Вечный монарх» с песней Dream на китайском.
5 февраля 2021 года Чун выпустил сингл Crow (кит. упр. 乌鸦); позже он был переиздан на втором сингловом альбоме Silent Boarding Gate (кит. упр. 寂寞号登机口), выпущенном 14 февраля. Сингл Crow попал в мировой цифровой чарт продаж песен Billboard на 14-ю строчку менее чем через неделю после выхода, ознаменовав дебют Чуна в качестве сольного исполнителя в чартах Billboard.
23 сентября 2022 года Чун выпустил свой третий цифровой сингл Limbo с двумя версиями на корейском и китайском языках. В Китае было продано 29 000 копий цифрового альбома, содержащего оба трека, на QQ Music в течение первой недели после релиза. Корейская версия достигла 26-го места в чарте Bugs Real-Time и стала его первой песней, попавшей в чарты платформы. На Melon трек попал в дневной хит-парад 23 сентября на 723 строчке, улучшив результат Crow, который занимал 948-ю строчку. В последнем 24-часовом чарте Melon (1 неделя) корейская версия Limbo достигла 14-й строчки.
4 июля 2023 года Чун выпустил свой четвёртый цифровой сингл Psycho. 9 июля он принял участие в церемонии вручения премии Tencent Music Awards, где получил награду в номинации «Новый певец и автор песен года», и выступил как сольный исполнитель, представив Psycho и Limbo, а также как участник Seventeen.

### Другие проекты
В феврале 2024 года iTravel Shenzhen объявил Чуна послом в сфере туризма в его родном Шэньчжэне. В апреле он был объявлен послом бренда по уходу за кожей Filorga. В мае Чун стал послом магазина бабл-чай Chapanda.

## Личная жизнь
Чун вырос со своими родителями и младшим братом в Шэньчжэне. В годы учебы он посещал старшую среднюю школу Пуцзи. Он изучал ушу с детства, мечтая стать актёром боевых искусств, как Джеки Чан. Он также играет на фортепиано и исполнял фортепианные аранжировки песен Seventeen.
За свою внешность он получил прозвища «Чудо с материка» (яп. 大陸の奇跡) в Японии и «Большой красавец» (кит. 大漂亮) в Китае. Он также известен фанатам как «Маленький принц Шэньчжэньского метрополитена» (кит. упр. 深圳地铁小小王子) из-за социальной рекламы, в которой он снялся ещё в средней школе, но которая до сих пор транслируется в некоторых поездах.

## Дискография

### Синглы
| Название                                            | Детали                                                                                                | Наивысшая позиция | Продажи         |
| Название                                            | Детали                                                                                                | CHN               | Продажи         |
| --------------------------------------------------- | --- | ----------------- | --------------- |
| Can You Sit By My Side (кит. упр. 能不能坐在我身旁) | - Выпущен: 14 декабря 2018 года - Лейбл: Pledis Entertainment - Форматы: Digital download, Streaming  | 71                | н/д             |
| Crow (кит. упр. 乌鸦)                               | - Выпущен: 5 февраля 2021 года - Лейбл: Pledis Entertainment - Форматы: Digital download, Streaming   | 40                | н/д             |
| Silent Boarding Gate (кит. упр. 寂寞号登机口)       | - Выпущен: 14 февраля 2021 года - Лейбл: Pledis Entertainment - Форматы: Digital download, treaming   | 57                | н/д             |
| Limbo (корейская и китайская версии)                | - Выпущен: 23 сентября 2022 года - Лейбл: Pledis Entertainment - Форматы: Digital download, Streaming | —                 | - CHN: 50,000+  |
| Psycho                                              | - Выпущен: 4 июля 2023 года - Лейблl: Pledis Entertainment - Форматы: Digital download, Streaming     | —                 | - CHN: 100,000+ |

### Саундтреки
| Год  | Название                                                    | Альбом                              |
| ---- | ----------------------------------------------------------- | ----------------------------------- |
| 2019 | Brothers for One Time (кит. упр. 兄弟一回) (с The8)         | Seven Days OST                      |
| 2020 | Dream (кит.)                                                | Король: Вечный монарх Китайский OST |
| 2021 | Warrior (кит. упр. 逆燃) (с Джошуа, Мингю, The8 и Верноном) | Falling into Your Smile OST         |
| 2023 | Exclusive Fairytale (кит. упр. 独家童话)                    | Exclusive Fairytale OST             |

### Другие песни
Выпущен на китайских цифровых музыкальных платформах QQ Music, KuGou Music и Kuwo Music, если не указано иное.
| Год  | Название                                         | Альбом                      | Примечание                                 | Ист.   |
| ---- | ------------------------------------------------ | --------------------------- | ------------------------------------------ | ------ |
| 2018 | Wo Ming Bai (кит. 我明白)                        | Chao Yin Zhan Ji Episode 1  | Китайская версия песни Seventeen «Thanks»  | [ 38 ] |
| 2018 | The Last Blossom (кит. 开到荼蘼) (с Yanan)       | Chao Yin Zhan Ji Episode 5  | Кавер Фэй Вонг                             | [ 39 ] |
| 2018 | The Night Is Too Dark (кит. 夜太黑)              | Chao Yin Zhan Ji Episode 6  | Кавер Сэнди Лам                            | [ 40 ] |
| 2018 | BB 88 (с Tia Ray and Yanan)                      | Chao Yin Zhan Ji Episode 7  | Кавер Халил Фонг                           | [ 41 ] |
| 2018 | Reflection of Desire (кит. упр. 欲望反光)        | Chao Yin Zhan Ji Episode 9  | Кавер Джэм Сяо                             | [ 42 ] |
| 2018 | Run! Frantic Flowers! (кит. 末路狂花)            | Chao Yin Zhan Ji Episode 10 | Кавер Ва Вэй                               | [ 43 ] |
| 2021 | Mom’s Missed Call (кит. 妈妈的未接来电) (С The8) | Mom’s Missed Call           | Благотворительный сингл                    | [ 44 ] |
| 2021 | Fall in Love                                     |                             | Лирическое видео для неофициального сингла | [ 45 ] |
| 2024 | Run Like Gump (кит. 赤脚的人)                    | Run Like Gump               | Сингл для 2024 Midsummer Graduation Gala   | [ 46 ] |

### Указан как автор песни
Сведения взяты у Корейской ассоциации по защите авторских прав на музыку, если не указано иное
| Год  | Песня                                          | Артист        | Альбом             | Слова  | Слова                               | Музыка | Музыка                   | Код KOMCA    |
| Год  | Песня                                          | Артист        | Альбом             | Указан | Совместно                           | Указан | Совместно                | Код KOMCA    |
| ---- | ---------------------------------------------- | ------------- | ------------------ | ------ | ----------------------------------- | ------ | ------------------------ | ------------ |
| 2016 | «Highlight» (Performance Team)                 | SEVENTEEN     | Going Seventeen    | Yes    | Bumzu, Хоси, Тино, The8, Ли Юджон   | No     | N/A                      | 100001489458 |
| 2017 | My I (Jun and The8)                            | SEVENTEEN     | Al1                | Yes    | Bumzu, The8                         | No     | N/A                      | 100001586543 |
| 2017 | Hello                                          | SEVENTEEN     | Teen, Age          | Yes    | Bumzu, DK, Мингю                    | No     | N/A                      | 100001731909 |
| 2018 | Wo Ming Bai (кит. 我明白)                      | Вэнь Чжунхуэй | Неальбомные синглы | Yes    | Bumzu, Уджи, Хоси                   | No     | N/A                      | N/A          |
| 2018 | Can You Sit By My Side (кит. 能不能坐在我身旁) | Вэнь Чжунхуэй | Неальбомные синглы | Yes    | Song Bingyang                       | No     | N/A                      | 100002735634 |
| 2019 | Home (кит.)                                    | SEVENTEEN     | Неальбомные синглы | Yes    | Bumzu, The8, Tina Wang, Уджи        | No     | N/A                      | N/A          |
| 2021 | Wave                                           | SEVENTEEN     | Your Choice        | Yes    | Bumzu, Уджи, Тино, Хоси, The8       | No     | N/A                      | 100003457441 |
| 2022 | Limbo (кор. / кит. версия)                     | Вэнь Чжунхуэй | Неальбомные синглы | Yes    | Glenn, JOZU                         | Yes    | Beomhun Lee, Glenn, JOZU | 100004515003 |
| 2023 | Psycho                                         | Вэнь Чжунхуэй | Неальбомные синглы | Yes    | Glenn, PonyZhang                    | Yes    | Glenn, BuildingOwner     | 100005190169 |
| 2023 | 경음악의 신 (God of Light Music)               | SEVENTEEN     | Неальбомные синглы | Yes    | Bumzu, S.Coups, Уджи, Вернон, Мингю | No     | N/A                      | 100005501175 |

## Фильмография

### Кино
| Год  | Название                 | Роль           | Примечание   | Ист.   |
| ---- | ------------------------ | -------------- | ------------ | ------ |
| 2007 | Бродячий пёс             | Линь Чжихун    | Главная роль | [ 50 ] |
| 2010 | Ип Ман: Рождение легенды | Молодой Ип Ман |              | [ 51 ] |
| 2013 | Моя мать                 | Линь Илун      |              | [ 52 ] |

### Телевидение
| Год  | Название                               | Роль                  | Примечание   | Ист.         |
| ---- | -------------------------------------- | --------------------- | ------------ | ------------ |
| 2002 | Flying Dragon — The Special Unit       | Чжун Цзай             |              | [ 53 ]       |
| 2003 | Give Me Folly                          | Е Фэн (молодой)       |              | [ 54 ]       |
| 2004 | Cross Border Daddy                     | Цзэн Чэн              |              | [ 55 ]       |
| 2005 | Go! Go! Daddy                          | Цзэн Чэн              |              | [ 56 ]       |
| 2005 | Family Style                           | Цай Цай               |              | [ 57 ]       |
| 2010 | Drunk Red Crust                        | Сяо Сяо Цзю (молодой) |              |              |
| 2010 | Imperial Concubine of the Ming Dynasty | Чжу Юцзяо             |              |              |
| 2010 | Ourmargin                              | Ши Дунъюань (молодой) |              |              |
| 2010 | Who’s the Hero                         | -                     | Камео        |              |
| 2011 | Large Hankou                           | Лу Сюу (молодой)      |              |              |
| 2012 | Ming Zhu You Long                      | Сын Чжан Баочжу       |              |              |
| 2012 | Love Under the Roof                    | Хай Тянь (молодой)    |              |              |
| 2012 | Children’s Wars                        | Лю Сяофэн             |              |              |
| 2013 | Xue Dingshan                           | Сюэ Инлун             |              |              |
| 2015 | Intouchable                            | Маленький Дракула     | Главная роль | [ 25 ]       |
| 2023 | Сказка для тебя                        | Лин Чао               | Главная роль | [ 6 ] [ 58 ] |

### Телевизионные и веб-варьете
| Год  | Название                                                        | Телесеть   | Роль                                      | Ист.                 |
| ---- | --------------------------------------------------------------- | ---------- | ----------------------------------------- | -------------------- |
| 2018 | Chao Yin Zhan Ji кит. упр. 潮音战纪                             | Tencent    | Постоянный актёрский состав (10 серий)    | [ 59 ]               |
| 2018 | Yo! Bang кит. упр. 由你音乐榜样                                 | Tencent    | MC (постоянный)                           | [ 60 ] [ 61 ]        |
| 2021 | Super Nova Games кит. упр. 超新星运动会                         | Tencent    | Участник соревнований по стрельбе из лука | [ 62 ]               |
| 2023 | Yell For Fun кит. 野挺有趣                                      | Jiangsu TV | Актёрский состав (серии 3—5)              | [ 63 ] [ 64 ] [ 65 ] |
| 2024 | 2024 Douyin Spring Festival Eve Party 抖音年年有你小年夜晚会    | Douyin     | Исполнитель                               | [ 66 ]               |
| 2024 | 2024 Jiangsu TV Spring Festival Gala 2024年江苏卫视春节联欢晚会 | Jiangsu TV | Исполнитель                               | [ 67 ]               |
| 2024 | 2024 Jiangsu TV Lantern Festival Gala 2024江苏卫视元宵晚会      | Jiangsu TV | Исполнитель                               | [ 68 ]               |
| 2024 | The Detectives' Adventures Season 4 萌探2024                    | iQIYI      | Актёрский состав (серии 4, 5, 10)         | [ 69 ] [ 70 ]        |

## Награды и номинации
| Год  | Награда                                   | Категория                                     | Работа            | Результат |
| ---- | ----------------------------------------- | --------------------------------------------- | ----------------- | --------- |
| 2007 | Премия Гильдии кинорежиссеров Гонконга    | Серебряная награда лучшему новому исполнителю | «Бродячий пёс»    | Победа    |
| 2008 | Гонконгская кинопремия                    | Лучший новый актёр                            | «Бродячий пёс»    | Номинация |
| 2023 | Премия Tencent Music Entertainment Awards | Новый певец и автор песен года                | «Limbo»           | Победа    |
| 2023 | Asia Contents Awards & Global OTT Awards  | Лучший новый актёр                            | «Сказка для тебя» | Номинация |
| 2023 | Asia Contents Awards & Global OTT Awards  | Восходящая звезда года                        | «Сказка для тебя» | Победа    |
| 2023 | Tencent Entertainment White Paper Awards  | Прорывная звезда года                         | Он сам            | Победа    |